# Tocache (provincie)
Tocache is een provincie in de regio San Martín in Peru. De provincie heeft een oppervlakte van 5.865 km² en heeft 72.250 inwoners (2015). De hoofdplaats van de provincie is het district Tocache.
De provincie grenst in het noorden aan de provincie Mariscal Cáceres, in het oosten aan de provincie Bellavista, in het zuiden aan de regio Huánuco en in het westen aan de regio Ancash.

## Bestuurlijke indeling
De provincie Tocache is onderverdeeld in vijf districten, UBIGEO tussen haakjes:
- (221002) Nuevo Progreso
- (221003) Pólvora
- (221004) Shunte
- (221001) Tocache, hoofdplaats van de provincie
- (221005) Uchiza

Bellavista · El Dorado · Huallaga · Lamas · Mariscal Cáceres · Moyobamba · Picota · Rioja · San Martín · Tocache